# Happiness (álbum de Dance Gavin Dance)
Happiness es el tercer álbum de estudio de la banda estadounidense de post-hardcore Dance Gavin Dance. Fue lanzado el 9 de junio de 2009 en Rise Records. Es el segundo álbum de estudio consecutivo y último de la banda que presenta a Kurt Travis en voces limpias y Zachary Garren en la guitarra rítmica, y es su primer álbum de estudio que no presenta al miembro fundador, el vocalista Jon Mess, quien partió de la formación. en 2008. También es el único álbum de estudio del grupo que presenta al bajista Jason Ellis y es su único lanzamiento que presenta voces gritando del guitarrista principal Will Swan. El álbum ve una desviación significativa del sonido post-hardcore y emo anterior del grupo, aventurándose en el funk rock y el rock experimental.
El álbum sirve como seguimiento del segundo álbum de estudio del grupo, Dance Gavin Dance (2008) y fue producido por Kris Crummett, quien grabó el álbum con la banda en Portland, Oregon en Interlace Audio Recording Studio en febrero de 2009. Después de su lanzamiento, el álbum alcanzó el puesto número 145 en el Billboard 200 y el número 30 en la lista de los mejores álbumes independientes.

## Lista de canciones
| N.º | Título                        | Duración |  |
| 1.  | «Tree Village»                | 3:21     |  |
| 2.  | «NASA»                        | 3:35     |  |
| 3.  | «I'm Down with Brown Town»    | 3:01     |  |
| 4.  | «Carl Barker»                 | 5:13     |  |
| 5.  | «Happiness» (con Tony Tataje) | 3:29     |  |
| 6.  | «Self-Trepanation»            | 3:13     |  |
| 7.  | «Strawberry Swisher, Pt. 1»   | 3:28     |  |
| 8.  | «Don't Tell Dave»             | 3:17     |  |
| 9.  | «Strawberry Swisher, Pt. 2»   | 3:06     |  |
| 10. | «Powder to the People»        | 5:11     |  |

## Personal
- Kurt Travis - voz principal
- Will Swan - guitarra
- Zac Garren - guitarra
- Jason Ellis - bajo
- Matt Mingus - batería, percusión